# Menhir de Kerloas
Le menhir de Kerloas, appelé aussi menhir de Kervéatoux, est situé à Plouarzel dans le département du Finistère en France. Il est considéré comme le plus haut menhir actuellement debout, avec ses 9,50 m au-dessus du sol.

## Historique

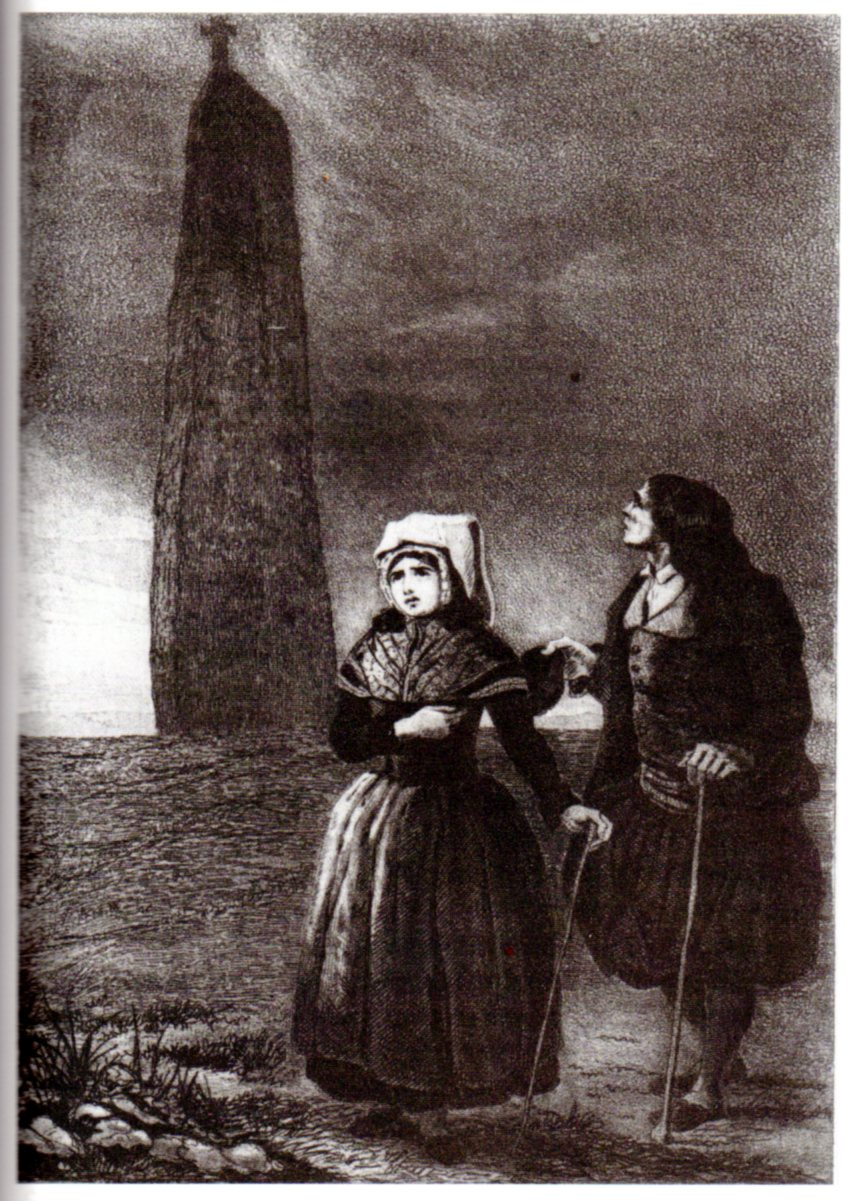
Représentation du menhir de Kerloas par Auguste Hervieu.

Le menhir est signalé dans de nombreux ouvrages de la littérature régionale dès le début du XVIIIe siècle. À la suite d'un voyage effectué dans le département en 1794-1795, Jacques Cambry en donne une première description : « Le menhir de Kerloaz en Plouarzel avoit 30 pieds (soit environ 10 m) ; le tonnerre en a brisé 6. Il a deux espèces de mamelles, et se termine en cône par les deux bouts. Sa plus grande circonférence est à peu près égale à sa hauteur hors de terre.» En 1832, le Chevalier de Fréminville  décrit le menhir comme « une superbe aiguille de granit, brut haute de près de quarante pieds et plantée au bord d'une lande qui couronne une colline, laquelle est le point le plus élevé du bas Léon » et, en 1839, Adolphus Trollope écrit « notre première excursion à pied fut d'aller visiter le menhir de Plouarzel, le plus haut et le plus magnifique de toute la Bretagne ». Trollope suggère une hauteur de « 40 pieds français ».
Ogée mentionne lui aussi une hauteur « d'environ 13 m au-dessus du sol, quoique la foudre en ait abattu la partie supérieure » mais Blin émet un doute sur cette amputation partielle « comme aucune trace de fragments du monument ne se trouve aux alentours », quant à Paul du Châtellier, il indique une hauteur de 11 m et affirme qu'il s'agit du plus beau menhir du département.
Une illustration du menhir réalisée en 1839 par Auguste Hervieu dans l'ouvrage Un été en Bretagne montre un menhir christianisé par l'adjonction d'une croix à son sommet.
L'édifice est classé au titre des monuments historiques en 1883.

## Description
Le menhir a été érigé sur une crête à 132 m d’altitude, elle-même située à 500 m à l'ouest-nord-ouest du point culminant du Léon (environ 140 m). Il mesure 9,50 m de hauteur hors-sol pour une largeur de 2,20 m et une épaisseur moyenne de 1,35 m. Selon Giot, le menhir serait enterré sur environ 2 m de hauteur et l'extrémité manquante au sommet aurait été réutilisée en auge ; son poids avoisinerait une centaine de tonnes. Il serait visible à 30 km de distance (notamment depuis certains immeubles brestois) et constituait un point de repère remarquable pour les navigateurs.

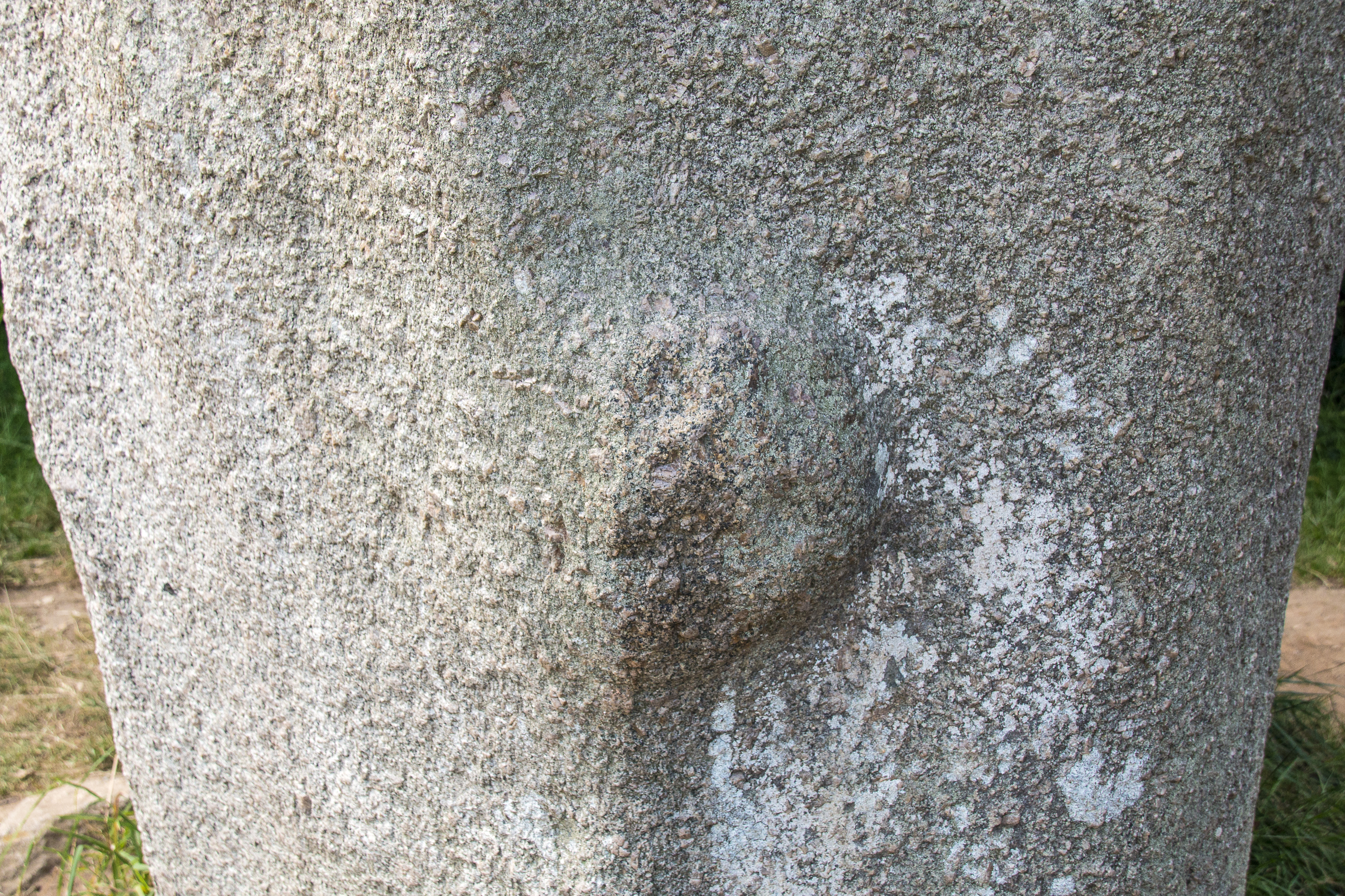
Protubérance à la base du menhir.

Le menhir est en granite de l'Aber-Ildut dont les plus proches affleurements sont situés à au moins 2 km, soit un dénivelé positif de près d'une centaine de mètres entre le lieu probable d'extraction et le site d'implantation. La pierre a été presque totalement bouchardée.
Le menhir comporte deux protubérances hémisphériques en bas-relief diamétralement opposées d'environ 30 cm de diamètre à environ un mètre du sol, ce qui l'a fait considérer par certains comme un symbole phallique. La face ouest comporte, en outre, sept cupules creusées entre 2,50 m et 4,50 m de hauteur et deux croix visibles en lumière rasante. Des gravures très érodées sont aussi visibles sur la face nord.
Le Roux a identifié un dallage autour du menhir à 0,60 m de profondeur sur environ 20 m de long. Plusieurs fouilles clandestines au pied du menhir ont livré des tessons de céramique datés de l'âge du bronze.

## Folklore
Les pratiques superstitieuses liées à ce menhir ont été rapportées par plusieurs auteurs (Cambry, de Fréminville, Buessard, Ogée) du XIXe siècle, elles concernent principalement les rites de fécondité liés au mariage :
« Les nouvelles mariées y mènent leurs maris, leur font baiser la pierre, pour être maîtresses chez elles. Une superstition bizarre porte les hommes et les femmes à se frotter le nombril contre ce pilier pour enfanter plutôt des garçons que des filles, et la pierre est usée et polie à la hauteur de la ceinture. »
« Les nouveaux mariés se rendent dévotement au pied de ce menhir et, après s'être en partie dépouillés de leurs vêtements, la femme d'un côté, l'époux de l'autre, se frottent le ventre contre une de ses bosses. L'homme prétend, par cette cérémonie ridicule, obtenir plutôt des enfants mâles que des filles, et la femme prétend que, par là, elle aura l'avantage d'être la maîtresse absolue du logis et de gouverner entièrement son mari. ».
« Les jeunes mariés viennent, la poitrine nue, se frotter à l'une de ces bosselures pour n'avoir que des enfants mâles ; les jeunes femmes se frottent à l'autre pour être les maîtresses absolues au logis : ce sont là les deux plus vifs désirs des paysans bas-bretons ».

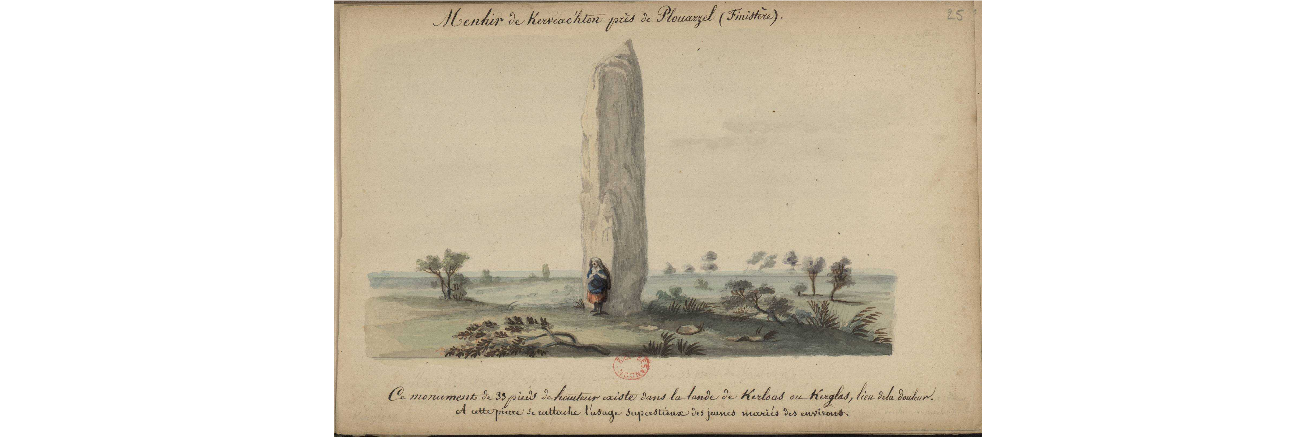
Aquarelle du Menhir de Kerveac'hton près de Plouazel (Finistère). Juillet 1850. Par le folkloriste Désiré Monnier lors de son séjour en Bretagne.

Au début du XXe siècle, les auteurs évoquent quelques évolutions des pratiques :
« [...] le rite accompli sur la pierre de Pouarzel se serait modifié récemment. Les époux s'y rendent la seconde nuit après le mariage ; la femme embrasse le menhir d'un côté, l'homme de l'autre, et si leurs lèvres se trouvent en face des unes des autres, le mariage est assuré d'avoir des garçons. »
« [...] on viendrait, surtout aujourd’hui, se frotter les parties malades aux bosses du menhir ».
D'autres traditions évoquent le fait que le menhir aurait la faculté de grandir, qu'il cacherait un trésor ou qu'il serait l’œuvre de Gargantua.